# Eaton County
Eaton County je okres v jižní části státu Michigan v USA. K roku 2010 zde žilo 107 759 obyvatel. Správním městem okresu je Charlotte. Celková rozloha okresu činí 1 500 km². V tomto okrese se nachází i hlavní město státu Michigan Lansing.

## Sousední okresy
| Růžice kompasu | Ionia County |                | Clinton County | Růžice kompasu |
| Růžice kompasu | Barry County | Sever          | Ingham County  | Růžice kompasu |
| Růžice kompasu | Barry County | Eaton County   | Ingham County  | Růžice kompasu |
| Růžice kompasu | Barry County | Jih            | Ingham County  | Růžice kompasu |
| Růžice kompasu |              | Calhoun County | Jackson County | Růžice kompasu |